# Tesnota
Tesnota (russisch für „Enge“, internationaler Titel „Closeness“, Originaltitel „Теснота“) ist ein russisches Filmdrama von Kantemir Balagow, das am 24. Mai 2017 im Rahmen der Filmfestspiele in Cannes seine Premiere feierte, wo der Film in der Sektion Un Certain Regard zu sehen war. Tesnota wurde in Cannes für die Caméra d’Or nominiert und erzählt von einer von wahren Begebenheiten inspirierten Situation, in die eine im Nordkaukasus in der Diaspora lebende jüdische Familie gerät.

## Handlung
In Naltschik im Nordkaukasus im Jahr 1998. Damit eine Familie der jüdischen Gemeinde in der russischen Republik Kabardino-Balkarien über die Runden kommt, muss die 24-jährige Ilana, ein rebellischer Querkopf, in der Werkstatt ihres Vaters Avi mit anpacken. Sie weigert sich strikt, wie von ihrer Mutter Dina gewollt, ein Kleid zu tragen und fühlt sich in ihrer Latzhose viel wohler.
Als eines Tages Freunde und Verwandte zusammenkommen, um die Verlobung ihres jüngeren Bruders David zu feiern, wird dieser mitsamt seiner Braut noch am selben Abend entführt. Weil es für die eng zusammenhaltende jüdische Gemeinschaft nicht in Frage kommt, die Polizei einzuschalten, die Entführer aber ein sehr hohes Lösegeld fordern, glaubt die Familie, ihre Autowerkstatt verkaufen zu müssen. Ilana und ihre Eltern setzen auf ihre jeweils eigene Weise alles daran, David freizubekommen und suchen Hilfe bei Angehörigen der jüdischen Gemeinde.

## Produktion
Es handelt sich bei dem Film um das Regiedebüt von Kantemir Balagow, der bei Alexander Sokurow studiert hatte, der den Film auch koproduzierte. Balagow erzählt seinen Aussagen nach von wahren Begebenheiten, die der Regisseur zunächst von seinem Vater, dann auch von anderen Augenzeugen gehört habe. Der bei der Premiere des Films 26 Jahre alte Russe, der selbst in Naltschik geboren wurde, erinnert sich dabei an seine Kindheit in einer gefährlichen aber solidarischen Welt der Clans und erzählt von einer im Nordkaukasus in der Diaspora lebenden jüdischen Familie. Er selbst hatte ein jüdisches Mädchen gekannt, dem dies widerfahren ist. Balagow versucht in seinem Film zu zeigen, wie weit Menschen/Eltern gehen, um ein Familienmitglied zu retten, insbesondere eines ihrer Kinder, und die Beziehungen in der Familie im Film seien seine Beziehungen in seiner Familie, so Balagow. Balagow erzählt die Geschichte hierfür aus der Sicht der rebellischen Ilana.

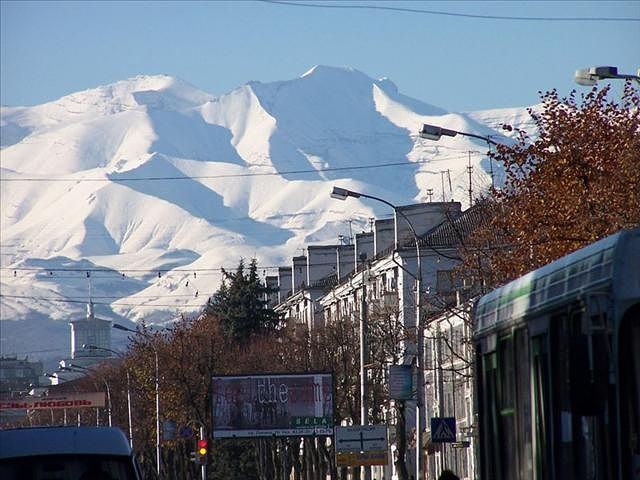
Die Außenaufnahmen entstanden in Naltschik

Sein Film sei von anderen russischen Produzenten zunächst als „zu wenig kommerziell“ wahrgenommen worden, so Balagow, und auch er selbst glaubte, dass in der Russischen Föderation niemand „eine Geschichte über Kabardiner und Juden“ sehen wolle. So war Balagow gezwungen, den Film mit einem sehr kleinen Budget zu realisiert, aber mit der Unterstützung von Alexander Sokurow. Wie er selbst war auch sein Kameramann ein Anfänger, und für die meisten Schauspieler war es ihr erster Film.
Darja Schowner übernahm im Film die Rolle der rebellischen Ilana, Artjom Zypin die ihres Vaters Avi und Olga Dragunowa die ihrer Mutter Dina. David, den Bruder von Ilana, spielt Weniamin Kaz.
Die Innenaufnahmen fanden in Sankt Petersburg statt, die Außenaufnahmen in Naltschik. Die Dreharbeiten dauerten insgesamt 23 Tage.
Im Frühjahr 2017 wurde ein Trailer zum Film veröffentlicht. Der Film feierte am 24. Mai 2017 im Rahmen der Filmfestspiele in Cannes seine Premiere, wo er in der Sektion Un Certain Regard gezeigt wurde. Am 27. Juni 2017 wurde der Film beim Filmfest München erstmals in Deutschland gezeigt. Anfang September 2017 erfolgte eine Vorstellung beim Telluride Film Festival. Ende des gleichen Monats wurde der Film beim San Sebastián International Film Festival vorgestellt. Im April 2018 wird der Film beim New Directors/New Films Festival gezeigt.

## Rezeption

### Kritiken
Der Film konnte bislang 88 Prozent der Kritiker bei Rotten Tomatoes überzeugen.
In einer Kritik zum Film von Spiegel Online heißt es, der Stoff und das geringe Budget hätten sich eigentlich für eine neorealistische Inszenierung angeboten, doch Kantemir Balagow schaffe scheinbar aus dem Nichts pulsierend-expressive Bilder, die sich einbrennen, und sein Debütfilm werde daher zu Recht als die große Entdeckung gefeiert: „In einer Einstellung hält er nur auf den Hals einer Figur, um den Druck, unter dem sie steht, zu veranschaulichen.“ Auch für den, der weder Geschichte noch Bildern etwas abgewinnen kann, halte Tesnota noch etwas bereit, heißt es weiter in der Kritik. Hauptdarstellerin Darja Schowner verfüge über den filmischen Magnetismus und Tomboy-Charme einer Kristen Stewart, und man könne sich an ihr kaum satt sehen.

### Auszeichnungen
Internationale Filmfestspiele von Cannes 2017
- Nominierung als Bester Debütfilm für die Caméra d’Or
- Prix Un Certain Regard[10]

San Sebastián International Film Festival 2017
- Special Mention in der Sektion Zabaltegi-Tabakalera (Darya Shovner)[11][12]